# عمير بن عامر
أبو دَاوُد عمير بن عامر بن مالك الخزرجي الأنصاري صحابي جليل من قبيلة الخزرج من الأنصار شهد مع النبي محمد ﷺ غزوة بدر وغزوة أحد.